# Société Générale
Société Générale é um dos maiores bancos da Europa. Foi criado em 4 de maio de 1864. Juntamente com o BNP Paribas o e Crédit Lyonnais (atualmente conhecido como LCL), é um dos três grandes bancos franceses e faz parte do índice CAC 40. Sua sede fica localizada no prédio Tours Société Générale, no distrito de La Défense, a oeste de Paris.

## História

### 1864 - 1893
O banco foi fundado por um grupo de industriais e financistas durante o reinado de Napoleão III em 4 de maio de 1864, para fomentar o desenvolvimento do comércio e da indústria francesa. O primeiro chairman foi o proeminente industrial Eugène Schneider seguido pelo escocês Edward Blount.

### Fraude de 2008
Em 2008, foi revelado que o banco francês Société Générale foi vitima de um grande esquema de fraude financeira arquitetado por um de seus funcionários, o operador Jérôme Kerviel. Além dos prejuízos causados pela fraude, o banco foi condenado a pagar uma multa de 4 milhões de euros pela autoridade do setor bancário da França.